# Medal Milenium Zjazdu Gnieźnieńskiego
Medal Milenium Zjazdu Gnieźnieńskiego – wyróżnienie przyznawane przez prezydenta miasta Gniezna w uhonorowaniu zasług dla miasta. Medal powstał na pamiątkę 1000-lecia Zjazdu Gnieźnieńskiego. Pierwsze medale otrzymali prezydenci i premierzy państw uczestniczących w Zjeździe Gnieźnieńskim w 2000. Autorem Medalu Milenium Zjazdu Gnieźnieńskiego jest Roman Kosmala. Przyznawanie Medalu Milenijnego zakończono w marcu 2015.

## Opis
Awers medalu nawiązuje do iluminacji z rękopisu zwanego Kodeksem Ottoriańskim lub Kodeksem Ottona III z około 1000. Dwustronicowa scena przedstawia symboliczny hołd czterech nacji: Roma (Włochy), Germania (Niemcy), Galia (Francja) i Sklavinia (Polska). Hołd składany jest cesarzowi Ottonowi III. Cesarz Otton III znajduje się w towarzystwie władcy polskiego, Bolesława Chrobrego, który trzyma włócznię św. Maurycego. Rewers przedstawia portal katedry gnieźnieńskiej, w którym osadzone są Drzwi Gnieźnieńskie. Całość wieńczy napis: Pierwsza Stolica Polski Miasto Świętego Wojciecha Gniezno.

## Wśród uhonorowanych
- Jerzy Buzek
- Mikuláš Dzurinda
- Viktor Orbán
- Gerhard Schröder
- Miloš Zeman